# 中村こずえ
中村 こずえ（なかむら こずえ、1951年〈昭和26年〉10月1日 - ）は関東を中心に活動するフリーアナウンサー。元エフエム東京（TOKYO FM）アナウンサー。東京都墨田区出身。

## 来歴・人物
中学生時代は放送研究部で活動した。やりたかった仕事はスチュワーデス、旅行会社、ツアーコンダクター、アナウンサーだったと話していたことがあるが、スチュワーデスとして就職した友人の話を聞く度に、そこよりもいい所として就職活動をして、高校卒業後に日本石油（現在のENEOS）に入社。しかしその後アナウンサーを目指そうと大学に行きたくなったことから、昼に勤務する傍ら夜は予備校に通い、日本石油を退社して大妻女子大学短期大学部国文学科に入学した。学生の頃はアルバイトで、新小岩駅の構内アナウンスやバッティングセンターのアナウンスなどの仕事を経験した。アナウンサー試験は他の局が不合格で諦めかけていた中で最後に受けたエフエム東京の試験に合格し、1973年（昭和48年）にエフエム東京（FM東京→TOKYO FM）に入社した。この時、同局内定と同時にある劇団の入団試験にも合格していたが、その劇団から「身を売ってでも芝居をしたい者が残れ」と言われたことから、こっちの方が堅気だと判断したアナウンサーの道を選択した。アナウンサーとしての“初鳴き”は1973年7月16日放送の『FMモーニングエコー』であった。
エフエム東京のアナウンサー時代は報道部所属だったため、事件の取材・編集・構成・ニュース番組も担当した。「歌謡バラエティー」メインパーソナリティ、「イブニング・エコー」報道番組キャスターなどを歴任した。20年近くにわたって、アナウンサーとして活動した。結婚・2男の出産などを経て1991年（平成3年）に退社し、フリーに転じる。

## 出演番組
- 中村こずえのfeel so good!（静岡放送、 - 2021年3月終了）月曜。
- 中村こずえのSUNDAY HAPPY MAP（ニッポン放送裏送り、2021年3月28日で終了）日曜
- 中村こずえのみんなでニッポン日曜日!（ニッポン放送裏送り）日曜
- えがおワクワクにしひがし（KBS京都 月曜 - 木曜14:00 - 16:15　相方は杉原徹）
- 歌謡バラエティ[1]
- 男の心、女の心
- FMイブニングエコー
- FMイブニング東京[1]
- にじいろのひろば[1]
- L・Wellness〜素敵にトランタン〜
- 日々是好日〜降っても晴れても〜（JFN）月曜 - 木曜
- ユニー モーニングサラダ（静岡放送）
- ほのぼのワイド 中村こずえのsmile for You（静岡放送）月曜 - 木曜
- 中村こずえのサウンドピクチャー（ニッポン放送）日曜